# Paul Tissandier
Pour les articles homonymes, voir Tissandier.
Paul Tissandier, né le 21 février 1881 à Paris 1er et mort le 10 mars 1945 à Croissy-sur-Seine, est un pionnier de l'aviation française.

## Biographie
Paul Albert Gaston Tissandier est le fils de l'aérostier Gaston Tissandier (1843-1899) et d'Anne Arbouin (1860-1892). En 1916, il épouse Simone Chesnel, avec qui il a 4 enfants. 
Paul Tissandier fut pilote de ballons libres, d’avions, d’hydroglisseurs, d’automobiles, il fut également alpiniste et spécialiste de photographies aériennes.
En 1904, il reçut le brevet de pilote-aéronaute décerné par l'Aéro-Club de France.
Il fut un des premiers élèves de Wilbur Wright à l'école ouverte par ceux-ci à Pau, et obtint le brevet de pilote no 10bis, décerné par l'Aéro-club de France, en 1909. Il pilota sur un biplan Flyer III construit par les frères Wright, et en 1909, il obtint le record du monde de vitesse aérien sur Wright Model A. 
Il obtint de nombreux records.
- 1er prix des 250 m de l’Aéro-Club de France
- Record de la vitesse mondial le 25 mai 1909
- Premier de tous les records de vitesse au meeting de Vichy
- 1er prix de vitesse au cours de la Grande Semaine de Champagne ; 6e du grand Prix de Champagne (vol de 111 km)

Le 21 juillet 1909, il remporte trois trophées au meeting de Vichy en s'imposant dans le Grand Prix de Vichy (23 minutes et 29 secondes), le tour de piste (1 minute et 52 secondes) et la double traversée de l’Allier (5 minutes et 1 seconde 2/5).
Il travailla avec son ami Charles de Lambert sur des projets d'hydroglisseurs, et, en octobre 1913, il battait le record de vitesse d'un engin sur l'eau.  
Il prend part aux manifestations organisées par l'Action française au sein de la Comédie-Française.  
Paul Tissandier fut également Vice-président de l’Aéro-Club de France, cofondateurs et secrétaire-général (1919-1945) de la Fédération aéronautique internationale.
En 1938, il reçut la Grande Médaille de l'Aéro-club de France avec Henri Guillaumet.
Décédé en 1945, il fut inhumé au cimetière du Père-Lachaise.
En 1952 fut créé, en sa mémoire, le « Diplôme Paul Tissandier », distinction qui récompense un exploit sportif aéronautique ou ayant servi la cause de l'aéronautique.

## Distinctions
- Officier de la Légion d'honneur (14 mars 1932)[6]
- Commandeur de l'ordre de la Couronne d'Italie (Italie)
- Commandeur de l'ordre de Vasa (Suède)
- Commandeur de l'ordre d'Isabelle la Catholique (Espagne)
- Commandeur de l'ordre de la Couronne (Roumanie)
- Officier de l'ordre de Léopold (Belgique)

## Notes et références

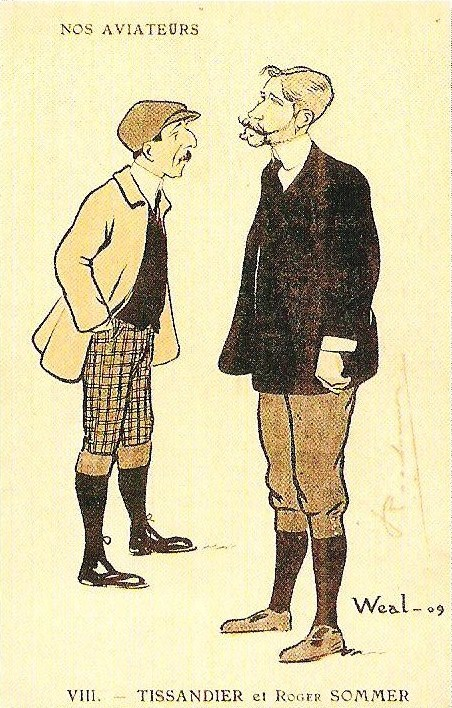
Les pilotes Tissandier et Roger Sommer.
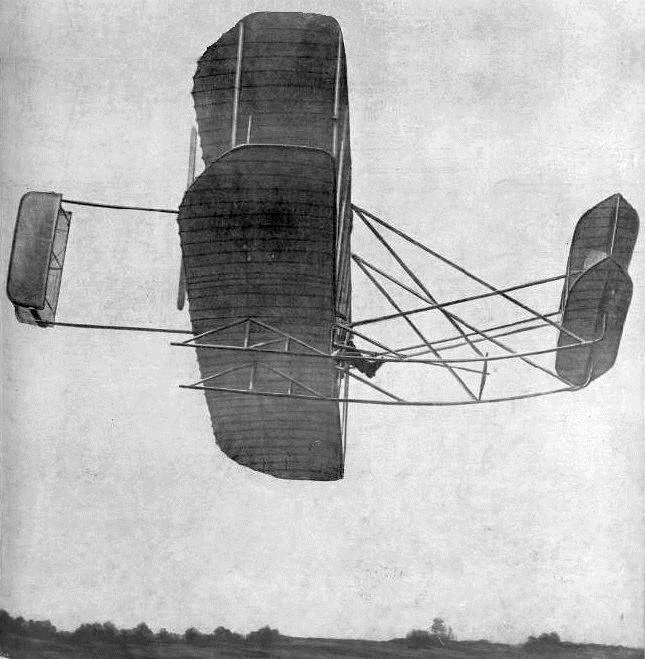
Paul Tissandier le 25 mai 1909 sur Wright Model A, sur les landes de Pont-Long près de Pau (RM).
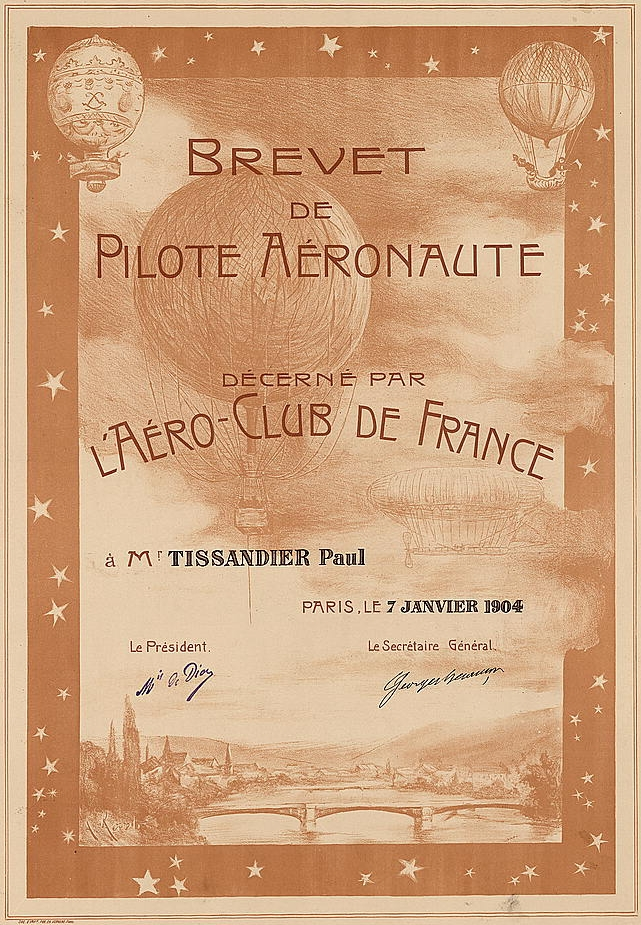
Brevet de pilote aéronaute décerné par l'Aéro-Club de France à Paul Tissandier (1904).
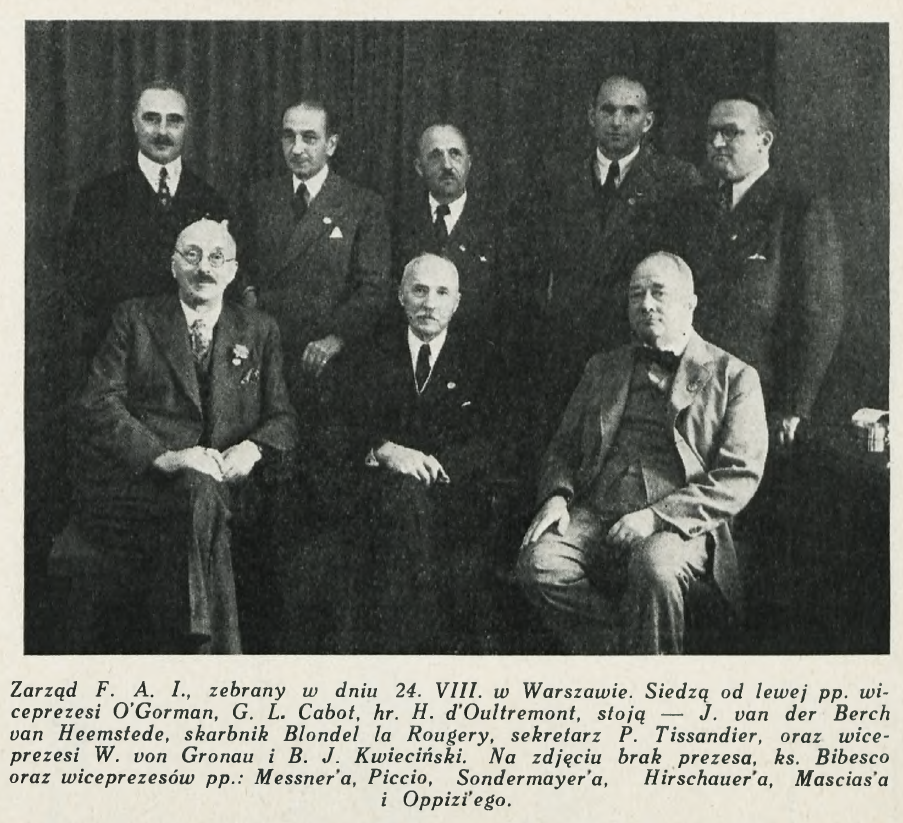
En 1936 à Varsovie lors de la réunion de la FAI avec Hadelin d'Oultremont, Godfrey Lowell Cabot, Bogdan Kwieciński…